# Jarrad Davis
Jarrad Davis (Kingsland, 16 novembre 1994) è un giocatore di football americano statunitense che milita nel ruolo di linebacker per i New York Giants della National Football League  (NFL).

## Carriera universitaria
Davis al college giocò a football con i Florida Gators dal 2013 al 2016. Nella prima stagione disputò tutte le 12 partite, di cui una come titolare, facendo registrare 24 tackle. L'anno seguente perse nove partite a causa della rottura di un menisco, concludendo con 23 tackle. Nel 2015 disputò come titolare 12 gare su 14 , con 98 tackle, 3,5 sack e un intercetto.

## Carriera professionistica

### Detroit Lions
Il 27 aprile 2017, Davis fu scelto come 1921º assoluto nel Draft NFL 2017 dai Detroit Lions. Debuttò come professionista partendo come titolare nella gara del primo turno contro gli Arizona Cardinals mettendo a segno 9 tackle e recuperando un fumble del running back avversario David Johnson. La settimana successiva mise a segno il primo sack in carriera su Eli Manning dei New York Giants. La sua prima stagione si chiuse guidando tutti i debuttanti della NFL con 96 tackle, venendo inserito nella formazione ideale dei rookie dalla Pro Football Writers of America.

### New York Jets
Il 16 marzo 2021 Davis firmò con i New York Jets un contratto annuale del valore di 7 milioni di dollari.

### Detroit Lions
Il 25 marzo 2022 Davis firmò per fare ritorno ai Lions.

### New York Giants
Il 28 dicembre 2022 Davis firmò con i New York Giants. Il 18 luglio 2023 fu inserito in lista infortunati, perdendo tutta la stagione.

## Palmarès
- PFWA All-Rookie Team - 2017